# Antônio de Mendonça Monteiro
Dom Antônio de Mendonça Monteiro (7 de novembro de 1907 - 23 de dezembro de 1972) foi um clérigo brasileiro, bispo da  Diocese de Bonfim, Bahia.

## Vida
Antônio de Mendonça Monteiro foi ordenado sacerdote pela Arquidiocese de São Salvador da Bahia em 4 de abril de 1931.
O Papa Pio XII nomeou-o Bispo Titular de Sozusa na Palestina e Bispo Auxiliar de São Salvador da Bahia em 31 de janeiro de 1950. Foi ordenado bispo pelo Arcebispo de São Salvador da Bahia, Augusto Álvaro da Silva, em 16 de abril do mesmo ano. Seus co-consagradores foram o Arcebispo de Maceió, Ranulfo da Silva Farias, e o Bispo do Crato, Francisco de Assis Pires.
Em 7 de março de 1957, o Papa Pio XII o nomeou Bispo do Bonfim. Participou das duas primeiras sessões do Concílio Vaticano II como Padre Conciliar.